# 올림픽 팔라우 선수단
올림픽 팔라우 선수단은 팔라우 대표로 올림픽에 참가하는 선수단이다. 팔라우는 2000년 시드니 하계 올림픽에서 첫선을 보였다. 팔라우는 아직 동계 올림픽에 참가한 적이 없다.
팔라우는 2012년 런던 올림픽에 단거리 선수 2명과 수영 선수 1명을 파견했다.
현재까지 팔라우 선수 중 올림픽 메달을 획득한 선수는 없다.